# Зелена компанія
Зелена компанія, або компанія екологічного спрямування — компанія, що працює лише таким чином, що мінімізує загрозу для довкілля. Проблема глобального потепління стрімко набирає обертів і стає дедалі актуальнішою темою для обговорення серед політиків. Тому велика кількість компаній спрямовують свої зусилля на екологічно безпечне виробництво.

## Приклади

### Автомобілі
Деякі відомі автомобільні компанії розробили альтернативу автівкам на паливі та електромобілям, із метою зменшити використання нафти. Ця технологія містить в собі стиснутий природний газ, паливні елементи, акумулятор електромобіля та гібриди електромобіля.

### Авіація
Повітряні транспортні засоби чи не найбільше погіршують стан екології, однак наразі розробляється формула біопалива, яке значно зменшить негативний вплив авіатехніки на природу.

### Нафта
Канадська нафтова компанія «Санкор» посіла перше місце серед 23 інших світових нафтовидобувних фірм, завдяки екологічно безпечним викидам.

### Домашнє господарство
Компанія «S.C. Johnson», яка виготовляє такі засоби для домашнього господарства як Windex (очищувач для скла) та пластикові контейнери Ziploc, зробила акцент на екологічній чистоті свого товару ще до того, як це почали брати до уваги. Використовуючи список, який допомагає оцінити рівень загрози довкіллю певної сировини під час виробництва, «S.C. Johnson» змогли усунути 1,8 мільйонів фунтів (0,9 мільйонів кілограм) летких органічних сполук і 4 мільйони фунтів (2 мільйони кілограмів) полівінілхлориду із засобів для прибирання.

### Партнерство з підприємствами малого бізнесу
У 2009 році район Вірджинія-Хайленд, розташований у Атланті, став першою в Сполучених штатах територію, на якій рівень викидів вуглецю дорівнює нулю. Співробітництво, встановлене «Верус Карбон Ньютрал», об'єднує 17 торговельних представників історичної частини Корнер Вірджинії-Хайленд, де зосереджені магазини та заклади харчування, із кліматичною біржею Чикаго, із метою безпосереднього фінансування проекту з усунення вуглецю з лісистих територій (у їхньому складі тисячі акрів лісу сільської місцевості штаті Джорджія).

## Критика
Прихильники «зелених компаній» зазначають, що забезпечення екологічно чистого виробництва економічно вигідніше, ніж використання шкідливих для довкілля та атмосфери хімічних засобів. Але існує і протилежна думка, згідно з якою «зелені компанії» перебільшують, і є велика кількість підстав вважати, що вони лише створюють собі імідж екологічно орієнтованих компаній. Саме у цьому і звинуватили «Кока Колу» після реклами нової лінії пластикових пляшок.